# Мариела Гемишева
Мариела Гемишева е български моден дизайнер и артист в областта на пърформанса.

## Биография
Мариела Гемишева е родена на 1 ноември 1965 г. в Казанлък. В началото на 1990-те години завършва магистратура в Академията за архитектура, дизайн и изкуства в Прага. Специализира интериорен дизайн в студиото на архитект Борек Шипек в Амстердам. През 2007 година защитава дисертация на тема „Иновативни форми на пърформанса в модния дизайн през 90-те години на ХХ век в Западна Европа“ за присъждане на научна степен доктор по изкуствознание и изобразителни изкуства към Националната художествена академия в София (научен ръководител е проф. д-р Любомир Стойков).

### Мода и пърформанс
Гемишева е позната с абстрактните си решения в областта на модата. Често нейните ревюта се превръщат и колоритни пърформанси (Fashion Fire, 2003; Old Fashion Fashion, 2009), в които провокацията е съществен елемент. Според американския куратор Роджър Коновър тя е „неподражаема в превръщането на ограниченията в предимства“. Мариела Гемишева влиза и в ролята на модел за проекта Автопортрет (2008), реализиран от обектива на Александър Нишков. По думите на дизайнерката изкуството е: „практика, комуникация, процес, неспокойствие – динамика, в която измерваш ежедневния си ритъм“.
Автор е на ефектните костюми за операта „Саломе“ по Рихард Щраус, които създава като модна колекция за постановката на Софийската опера и балет, сезон 2008 – 2009.
От 2002 г. Гемишева преподава моден дизайн в Национална художествена академия в София.
Член е на Института за съвременно изкуство – София от 2000 г. заедно с Яра Бубнова (директор, куратор), Лъчезар Бояджиев (художник), Правдолюб Иванов (художник), Александър Кьосев (културолог), Кирил Прашков (художник), Калин Серапионов (художник), Недко Солаков (художник), Мария Василева (куратор), Красимир Терзиев (художник), Стефан Николаев (художник), Иван Мудов (художник).

## Награди
Гемишева е многократно номинирана на наградата „Златна игла“ ('96, '98, 2005) на Академия за българска мода, и за „Жена на годината“ (2008) от списание Грация. Номинирана е за наградата за съвременно изкуство „Shortlist 2008“.